# دانيال يورغنسن
دانيال يورغنسن (بالدنماركية: Daniel Wagner Jørgensen)‏ هو منافس ألعاب قوى دنماركي، ولد في 3 يونيو 1993 في فايله في الدنمارك.

## روابط خارجية
- دانيال يورغنسن على موقع Paralympic.org (الإنجليزية)